# Белчер (острови)

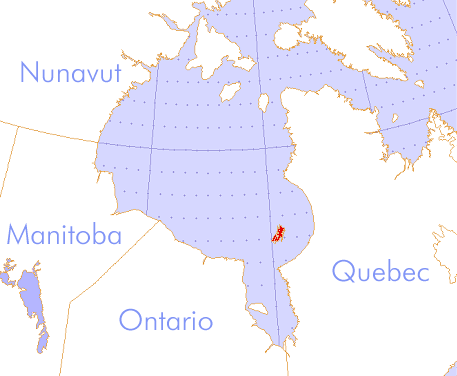
Острови Белчер (відмічено червоним)

Острови Бе́лчер (англ. The Belcher Islands, інуктитут Sanikiluaq, ᓴᓂᑭᓗᐊᖅ, «Санікілуак»)  — архіпелаг на півдні Гудзонової затоки, адміністративно належить регіону Кікіктаалук, території Нунавут. Площа архіпелага 3 000 км  2  , населення регіону приблизно 800 осіб за переписом 2011 року.

## Загальний опис
Архіпелаг включає приблизно 1 500 островів, серед яких виділяють 4 групи:
- Острови Норт-Белчер — включають острови Джонсон, Ледді, Слініт і приблизно 700 менших островів;
- Острови Бейкерс-дозен — розташовані на північному сході архіпелага, складаються з 50 островів і окремих скель;
- Острови Іст-Белчер — група з 15 островів;
- Острови Флаерті — група з 300 островів на південному заході архіпелага.

Головні острови архіпелага: острів Флаерті (англ. Flaherty Island), острів Кугонг (англ. Kugong Island), острів Тукарак (англ. Tukarak Island) й острів Іннеталлінг (англ. Innetalling Island). Головне селище — Санікілуак(інуктитут, ᓴᓂᑭᓗᐊᖅ) на північному березі острова Флаерті.

### Історія
За офіційною версією архіпелаг Белчер відкрив у 1610 р. мореплавець Генрі Гудзон. Роберт Флаерті досліджував архіпелаг у 1914—1916 рр. Нанесення їх на мапу закінчено до серпня 1916 р. Сам Флаерті став режисером неозвученого документального фільму «Нанук з Півночі», випущеного в прокат у 1922 р.

### Клімат
Острови Белчер розташовані високо в субарктичній кліматичній зоні. Щорічна середня нормальна температура: -5.5 °C, улітку нормальна температура: 5.5 °C; узимку: -18.5 °C. Щорічні опади:500 мм. Рослинність — мінімальна.

### Природа
У районі архіпелагу Белчер водяться протягом всього року: білуха, морж, тундровий карібу, гага звичайна, і біла сова; у водах: палія арктична, тріска атлантична, мойва, пінагор, та Scorpaeniformes.

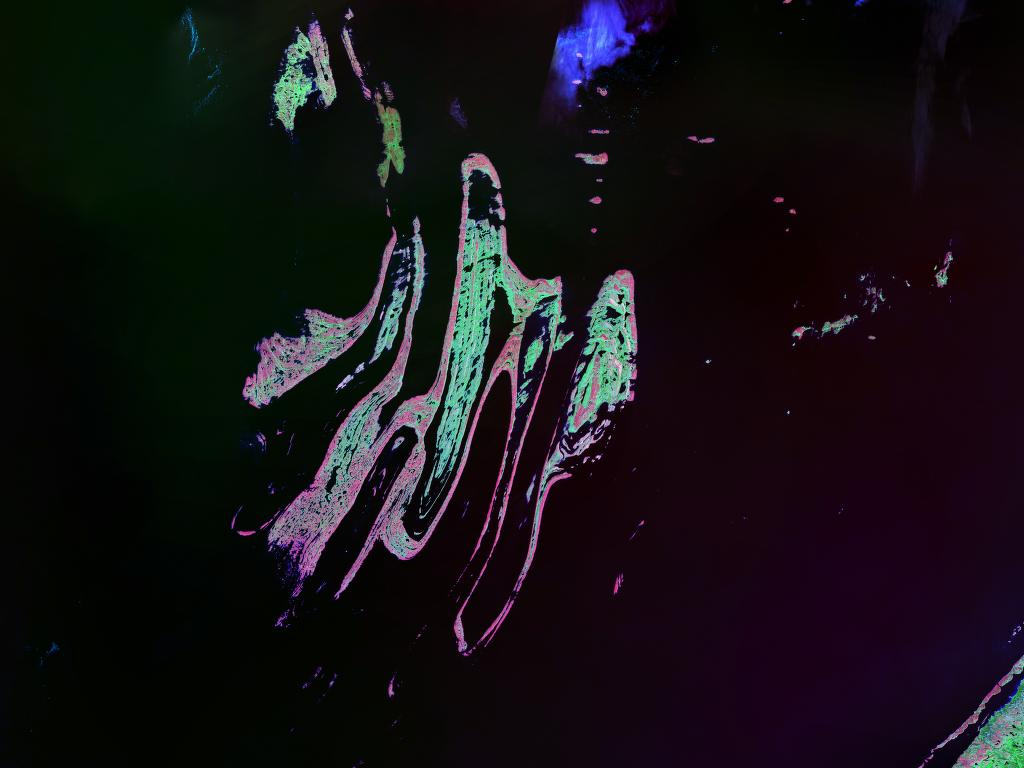
Острови Белчерз

### Геологія
Геологічно острови знаходяться в області протерозойської складчатості, складені осадовими, магматичними гірськими породами й карбонатами..
Є значні поклади залізної руди.